# Balgus
Balgus is een geslacht van kevers uit de familie  
kniptorren (Elateridae).
Het geslacht is voor het eerst wetenschappelijk beschreven in 1920 door Fleutiaux.

## Soorten
Het geslacht omvat de volgende soort:
- Balgus tuberculosa (Dalman, 1823)